# David Ham
Pour les articles homonymes, voir Ham.
David Anthony Ham est un mathématicien et informaticien australien. Il travaille à l'Imperial College de Londres.

## Formation et carrière
David Ham obtient son bachelor de mathématiques en 2001 à l'Université nationale australienne, puis son doctorat en mathématiques appliquées en 2006 à l'Université de technologie de Delft, avec une thèse intitulée « On techniques for modelling coastal and ocean flow with unstructured meshes », sous la direction de Guus S. Stelling et Julie D. Pietrzak.

## Prix et distinctions
En 2015 il est lauréat du prix Wilkinson pour les logiciels de calcul numérique, avec Simon Funke et Marie Rognes du Simula Research Laboratory (en), et Patrick Farrell de l'Imperial College London, pour le développement de dolfin-adjoint, un package qui dérive automatiquement et résout des équations linéaires adjointes et tangentes avec des spécifications de haut niveau mathématique pour les discrétisations en éléments finis des équations aux dérivées partielles.